# Józef Barbachen
Józef Barbachen (ur. 17 marca 1922 w Tarnowie, zm. 12 stycznia 2007) – piłkarz polski, zawodnik Cracovii i Arki Gdynia, trener.

## Życiorys
Karierę piłkarską rozpoczynał w Cracovii, której barw bronił w latach 1937–1939. Po II wojnie światowej osiadł w Gdyni. Do 1949 grał w zespole RKS MIR Gdynia, będącym poprzednikiem Arki, a w latach 1950–1955 już oficjalnie w Arce Gdynia. Razem z zespołem świętował pierwszy w historii awans do III ligi (1953) i zdobycie Pucharu Polski na szczeblu okręgowym (1953).
Z piłką nożną pozostał związany również po zakończeniu aktywnej kariery zawodniczej. Sukcesy odnosił zwłaszcza jako trener ekip młodzieżowych, doprowadzając juniorów Arki do brązowego (1956) i srebrnego (1959) medalu mistrzostw Polski w tej kategorii wiekowej. W 1963 został trenerem zespołu seniorskiego Arki, który w 1965 wprowadził do II ligi. Wśród jego piłkarskich wychowanków byli reprezentanci Polski w różnych kategoriach wiekowych.
Wyróżniony honorowym członkostwem Polskiego Związku Piłki Nożnej, a także Pomorskiego Związku Piłki Nożnej, obecny na meczach także w podeszłym wieku, był uważany za jeden z symboli gdyńskiego klubu. Wchodził w skład Wydziału Szkolenia i Rady Trenerów Gdańskiego (później Pomorskiego) Związku Piłki Nożnej, był laureatem wyróżnień i odznaczeń sportowych.
Został pochowany na cmentarzu Witomińskim w Gdyni (kwatera 13-18-7).

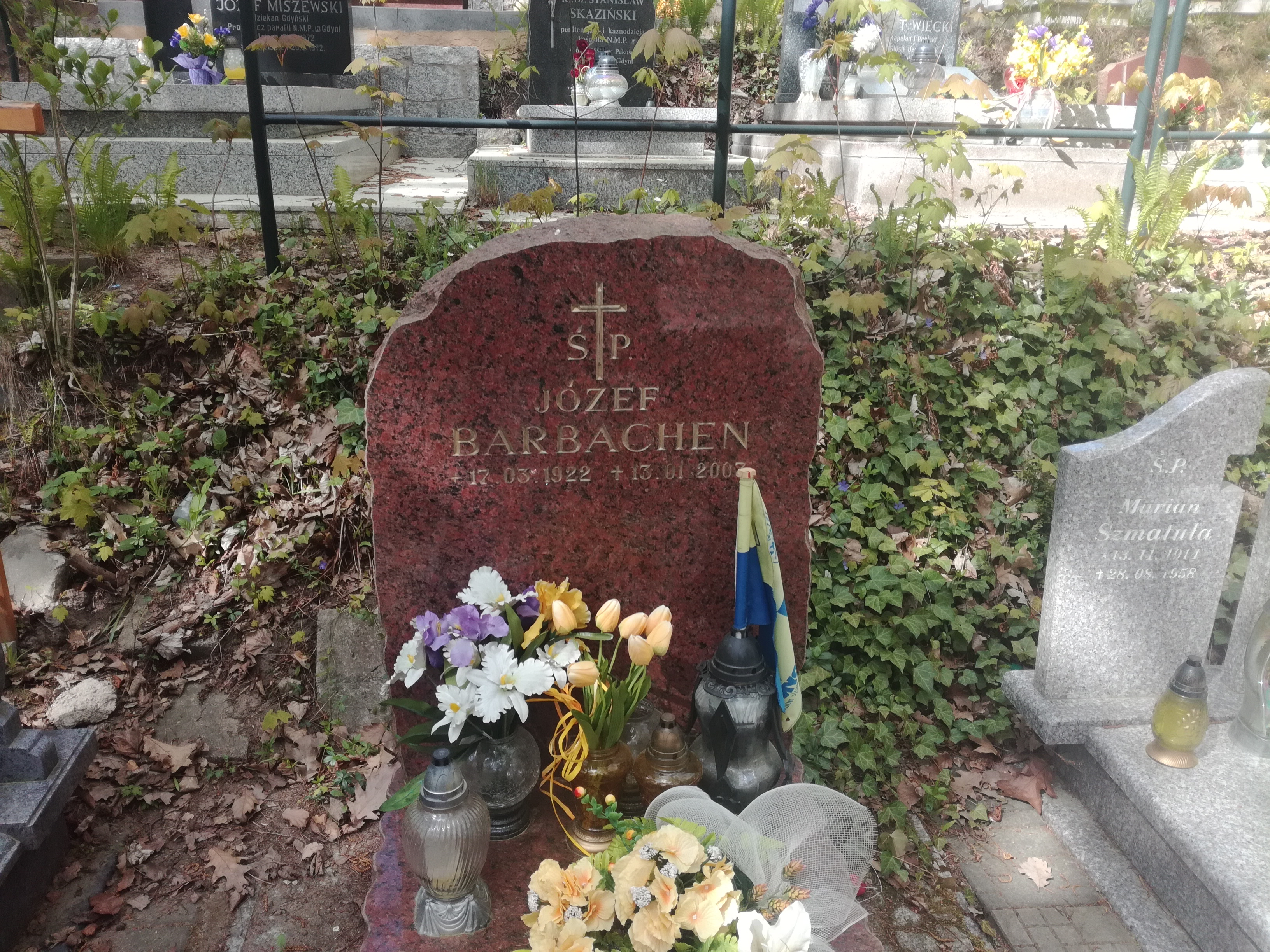
Grób Józefa Barbachena na cmentarzu Witomińskim